# Stepping Some (film 1924)
Stepping Some (o Steppin' Some) è un cortometraggio muto del 1924 diretto da Arvid E. Gillstrom.

## Produzione
Il film fu prodotto dalla Century Comedies (Century Film).

## Distribuzione
Distribuito dall'Universal Pictures, il film - un cortometraggio in due bobine - uscì nelle sale cinematografiche USA l'8 giugno 1924.